# Jules Defaux

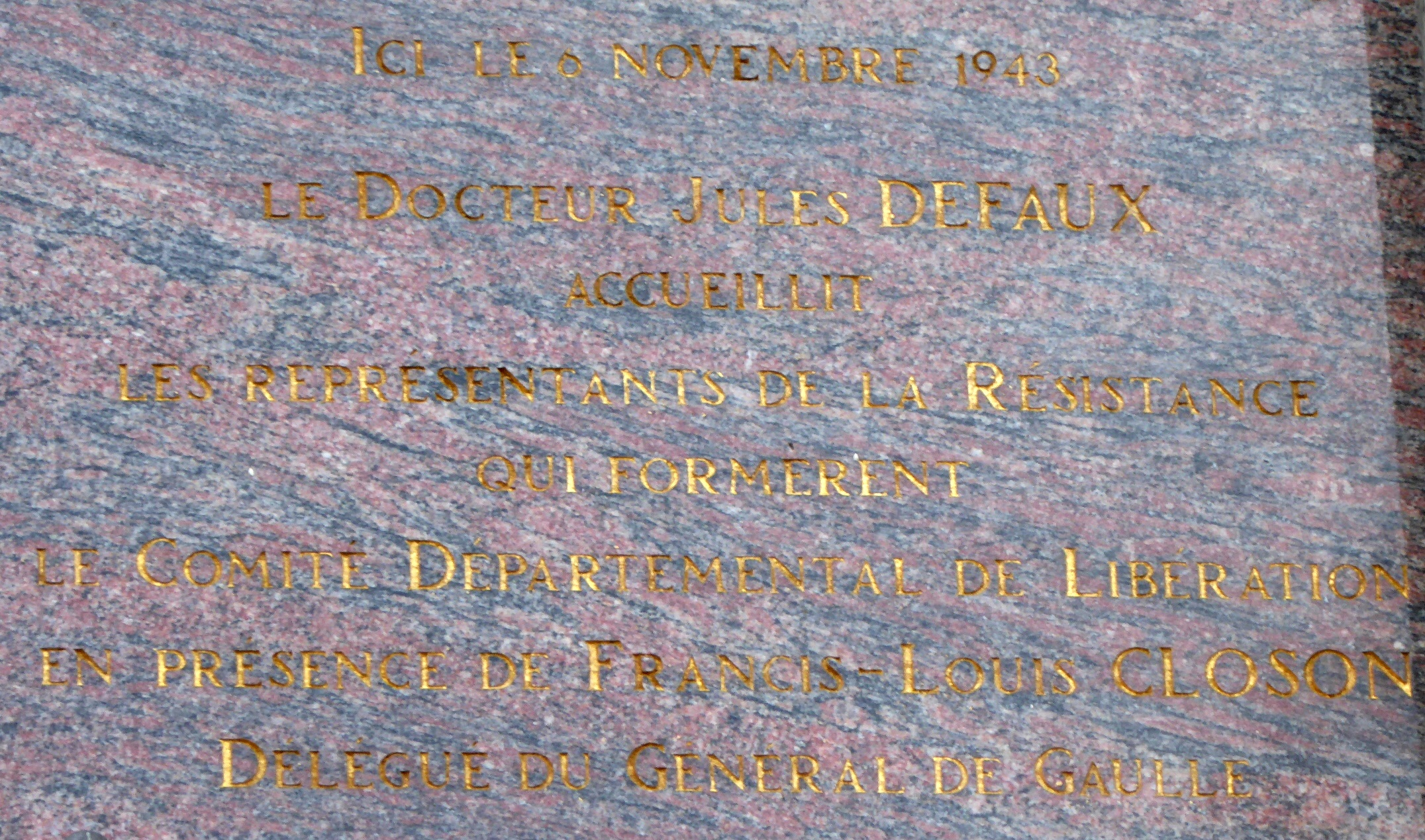
Plaque commémorative de la fondation du Comité Départemental de Libération du Nord au domicile de Jules Defaux 56 rue Brûle Maison

Jules Defaux est un médecin et homme politique né le 19 mai 1885 à Lille et mort dans la même ville le 13 avril 1977.
Surnommé le médecin des pauvres, il vivait sa profession comme un sacerdoce soignant les ouvriers des quartiers de Wazemmes et Saint-Sauveur.
Chevalier de la Légion d'honneur à titre militaire pour sa participation aux combats de 1914-1918, il fut également nommé chevalier de Saint-Grégoire.
Jules Defaux militant démocrate-chrétien fut membre du Sillon puis Président départemental du Nord du Parti démocrate populaire de 1924 à 1944.
L’installation du Comité départemental de libération du Nord C.D.L eut lieu le 6 novembre 1943 à son domicile du 56 rue Brûle Maison à Lille. Il fut intermédiaire avec les autres mouvements de résistance,.
Par la suite, son travail de médecin généraliste et l'aide aux proscrits communistes et juifs l'amènent à renoncer aux activités du C.D.L.
Il participa à la fondation à l’été 1944 du mouvement Résistants d’inspiration chrétienne R.I.C. créé par crainte d'une prise de pouvoir du Comité départemental de Libération par les communistes. Il en fut Président,.  
Il fut conseiller général M.R.P. du canton de Lille-Nord  de 1945 à 1951, Vice-Président du Conseil général du Nord et conseiller municipal M.R.P. de la ville de Lille de 1953 à 1966, adjoint au Maire en 1955,.
Dans les années 1965-1967 Jules Defaux fit partie des partisans du maintien du M.R.P entre ceux qui souhaitaient la création d'un nouveau parti de droite et ceux orientés vers les socialistes. Il vécut sa fin avec amertume.
Il décéda à Lille en avril 1977